# Mary Pünjer

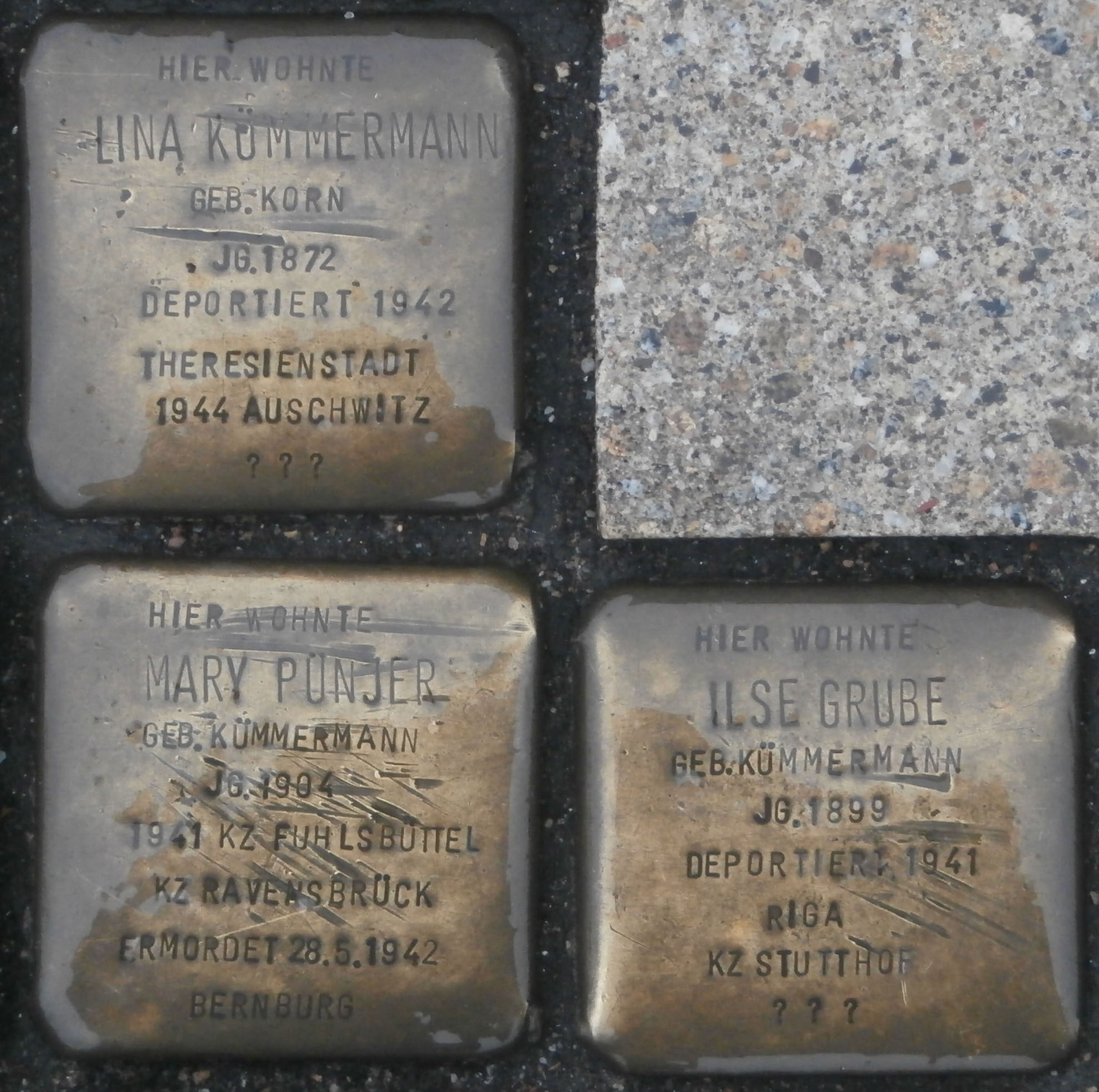
Stolperstein am ehemaligen Wohnort von Mary Pünjer in Hamburg-Wandsbek

Mary Pünjer (geboren als Mary Kümmermann am 24. August 1904 in Wandsbek; gestorben am 28. Mai 1942 in der Tötungsanstalt Bernburg) war eine deutsche lesbische Jüdin und Opfer des NS-Regimes.

## Leben
Mary Pünjer war das jüngste der drei Kinder von Lina geb. Korn (1872–1944) und Joel (Julius) Kümmermann. Lina Korn kam 1898 aus Kattowitz nach Wandsbek, heiratete im selben Jahr und gründete zusammen mit Vater und Bruder ein Damenkonfektionsgeschäft, in dem ihr Ehemann Geschäftsführer wurde. Nach seinem Tod 1926 führte sie das erfolgreiche Geschäft zusammen mit ihrem Sohn Herbert (* 1901) weiter.
Mary arbeitete nach dem Abitur 1922 am Wandsbeker Lyzeum zunächst als Verkäuferin in der Niendorfer Niederlassung des elterlichen Geschäfts. 1929 heiratete sie den Nichtjuden Fritz Pünjer. Die Ehe blieb kinderlos.
Nach dem Novemberpogrom 1938, bei dem auch der Laden verwüstet wurde, wurde das Geschäft als „Modenhaus Petersen“ arisiert. Herbert Kümmermann und seine Familie waren bereits im September desselben Jahres in die USA ausgewandert. Marys ältere Schwester Ilse Grube, deren arischer Ehemann sich von ihr hatte scheiden lassen, schickte ihren Sohn 1938 mit einem Kindertransport nach England. Als Mary Pünjers Ehemann eingezogen wurde, unterstützte ihre Mutter, bei der sie auch lebte, sie finanziell. Im Mai 1940 musste Lina Kümmermann das Haus in der Königstraße 94 verkaufen und verlor damit ihr gesamtes Vermögen. Sie und Mary wohnten nunmehr zur Miete in ihrer alten Wohnung.
Am 24. Juli 1940 wurde Mary Pünjer verhaftet und war drei Monate lang im KZ Fuhlsbüttel in Hamburg interniert. Als Begründung wurde angegeben, sie sei „asozial“ und „eine sehr aktive Lesbe“. Die Tatsache, dass sie Jüdin war, wurde also nicht in diese Unterlagen aufgenommen. Allerdings wurde ihr Mann als „jüdisch versippt“ aus der Wehrmacht entlassen und erst im Sommer 1944 wieder eingezogen.
Im Oktober 1940 wurde sie ins KZ Ravensbrück verlegt. Bei der Aufnahme in Konzentrationslager wurde „lesbisch“ nie als Grund, sondern immer nur als Zusatz vermerkt. Zwischen Oktober 1940 und März 1941 wurde Mary Pünjer mehrmals von der Abteilung für Sexualdelikte von der hamburgischen Polizei verhört. Am 15. März 1941 wurde sie nach Ravensbrück zurückgeschickt und dem Mediziner Friedrich Mennecke zugewiesen, der sich an den NS-Krankenmorden der Aktion T4 sowie der Selektion von KZ-Häftlingen in der Aktion 14f13 beteiligte. Die Zeit der Rückführung von Pünjer deckt sich mit dem Beginn der Aktion 14f13 in verschiedenen Konzentrationslagern. Auf Menneckes Liste erscheint sie aber erst bei dessen zweitem Besuch im Januar 1942.
Auf dem Dokument, mit dem Pünjer dem Spezialprogramm 14f13 zugewiesen wurde, ist zu lesen, sie sei eine „verheiratete Jüdin“ und „aktiv lesbisch“. Sie frequentiere häufig Treffpunkte der lesbischen Szene. Es finden sich keinerlei Anhaltspunkte für eine Behinderung oder Krankheit. Vielmehr wurde ihre sexuelle Orientierung als „asoziale Handlung“ betrachtet. Carol Mann schreibt, im Allgemeinen seien inhaftierte lesbische Frauen ermordet worden, weil sie Jüdinnen waren; sie nennt Mary Pünjer als Beispiel hierfür. Außer Pünjer werden in den Unterlagen von Ravensbrück noch Elli Smula (26 Jahre) und Margarete Rosenberg (30 Jahre), die am 30. November 1940 dort ankamen, als Lesben bezeichnet. In manchen Konzentrationslagern war die Einrichtung von Bordellen erlaubt, um Strafaktionen an lesbischen Frauen durchführen zu können. Geschlechtsverkehr mit Jüdinnen war zwar aus Gründen der Rassenschande verboten, doch Vergewaltigung zählte in Konzentrationslagern nicht als Rassenschande.
Mary Pünjer wurde am 28. Mai 1942 in der Tötungsanstalt Bernburg ermordet. Ihr Ehemann forderte ihre Urne und ließ sie im September 1942 auf dem Friedhof Jenfelder Straße beisetzen. Sie ist damit die einzige aus Wandsbek Deportierte, die ein Grab erhalten hat. Die Grabstätte ist jedoch nicht mehr vorhanden. Weder von ihrer im Juni 1942 nach Theresienstadt deportierten Mutter noch von ihrer im Dezember 1941 deportierten Schwester ist das Sterbedatum bekannt.

## Gedenken
Ein Stolperstein in Hamburg-Wandsbek erinnert in der Wandsbeker Marktstraße 57 an Mary Pünjer, ihre Mutter Lina Kümmermann und ihre Schwester Ilse Grube.
Die Schauspielerin Maren Kroymann hat im Rahmen der Gedenkstunde zum Tag des Gedenkens an die Opfer des Nationalsozialismus am 27. Januar 2023 im Bundestag einen biografischen Text zu Mary Pünjer vorgetragen. Erstmals wurde dort an NS-Opfer erinnert, die aufgrund ihrer sexuellen oder geschlechtlichen Identität verfolgt oder ermordet wurden.